# Tourteau fromagé
Pour les articles homonymes, voir Tourteau.
Ne doit pas être confondu avec Tourtons ou Tourtisseau.

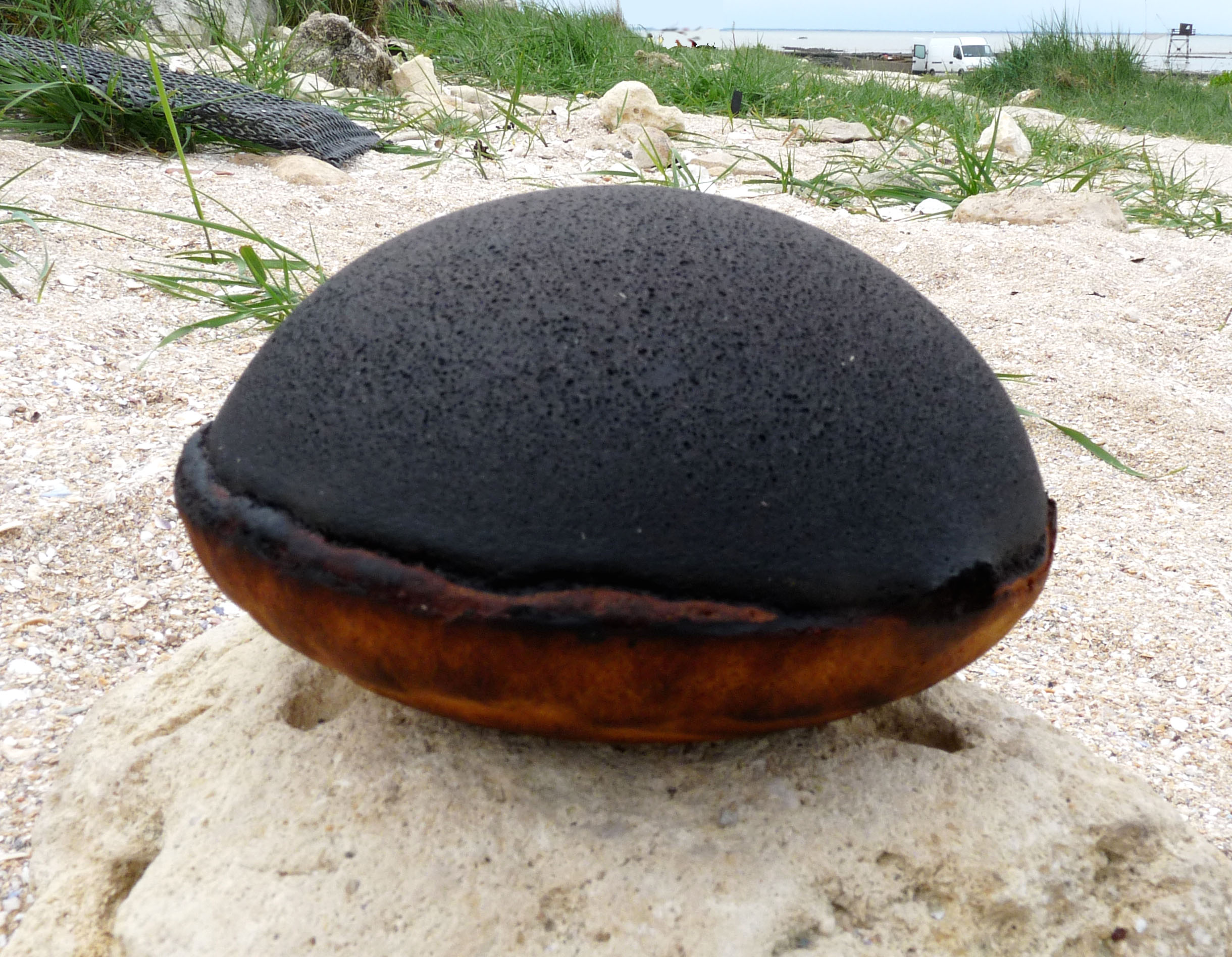
Tourteau fromagé entier

Le tourteau fromagé, parfois écrit tourteau fromager, est une pâtisserie, spécialité poitevine, à base de fromage de chèvre frais.

## Histoire
Le tourteau fromagé tient son nom de « tourterie » qui signifie « gâteau » en poitevin.
Le tourteau viendrait du Pays mellois, dans le Poitou, mais de nombreuses communes en revendiquent la paternité : Sepvret, Saint-Romans-lès-Melle, Lezay, La Mothe-Saint-Héray ou Brioux-sur-Boutonne. Il n'est plus fabriqué industriellement que dans ces trois dernières localités.
Autrefois ce gâteau était préparé dans un plat en terre au fond arrondi, grossièrement en demi-sphère, que chaque famille possédait. Ces récipients étant introuvables hors de sa région d'origine, on utilisait parfois une tourtière ou un saladier. Il est désormais facile d'en trouver sur internet.
Traditionnellement, le tourteau était consommé et distribué lors des mariages. Il est encore présent aujourd'hui lors des grands moments de convivialité, notamment à Pâques. Mais il peut aussi être consommé à l'occasion de tout repas, au fromage ou au dessert ; ou encore, au petit-déjeuner ou au goûter. Il reste populaire dans tout le Poitou, mais aussi en Vendée (anciennement le Bas-Poitou) et dans les Charentes.

## Description
La croûte du dessus forme un dôme noir, volontairement brûlé, contrastant avec, au-dessous, une pâte de cuisson de couleur blanc-crème, de texture moelleuse, et à la saveur de fromage frais très léger.

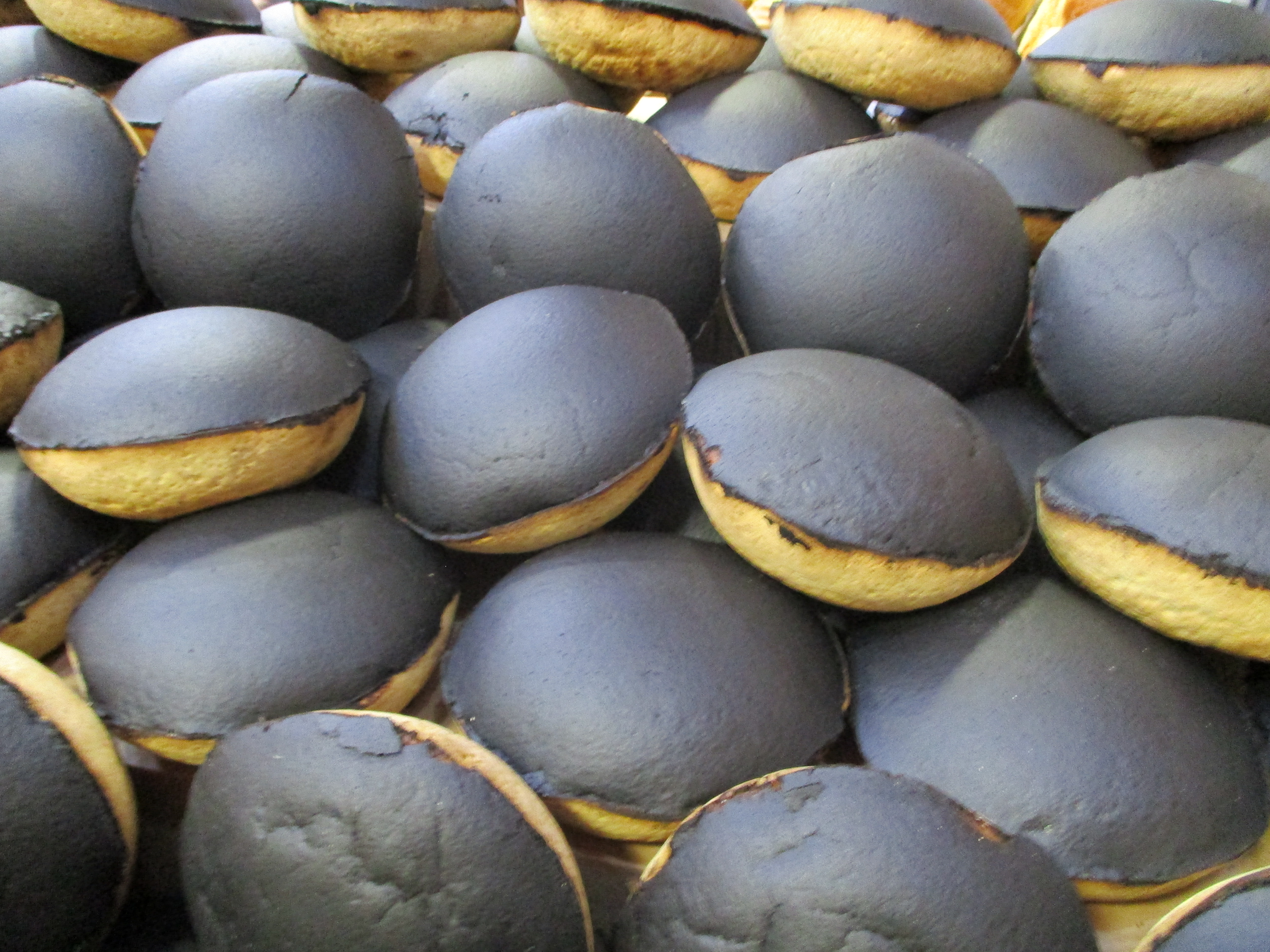
Tourteaux fromagés.

## Ingrédients
Œufs, sucre semoule, farine, fromage de chèvre frais, une pincée de sel ; de la pâte brisée.
Certaines recettes permettent de le réaliser avec du lait de vache.

## Culture
- « Le tourteau fromagé » était le nom de code utilisé sur Radio Londres pour faire passer des messages à destination de la Résistance dans les Deux-Sèvres[5].